# Monumento conmemorativo

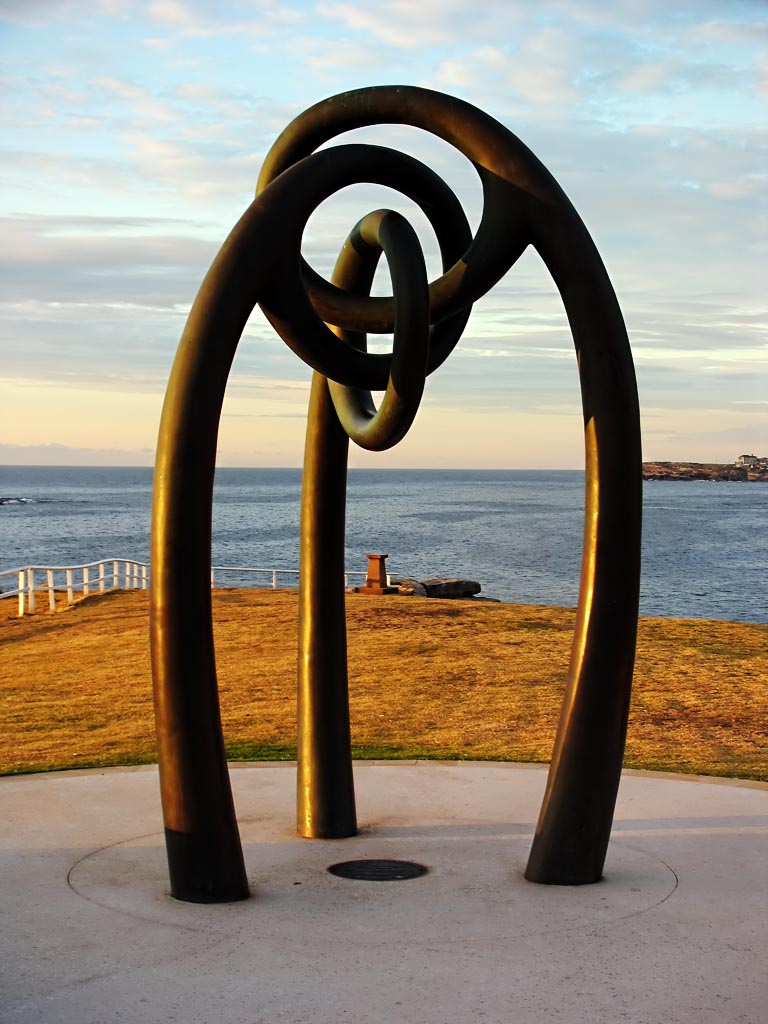
Monumento conmemorativo que recuerda a las víctimas de los atentados de Bali de 2002, emplazado en Coogee, Australia.

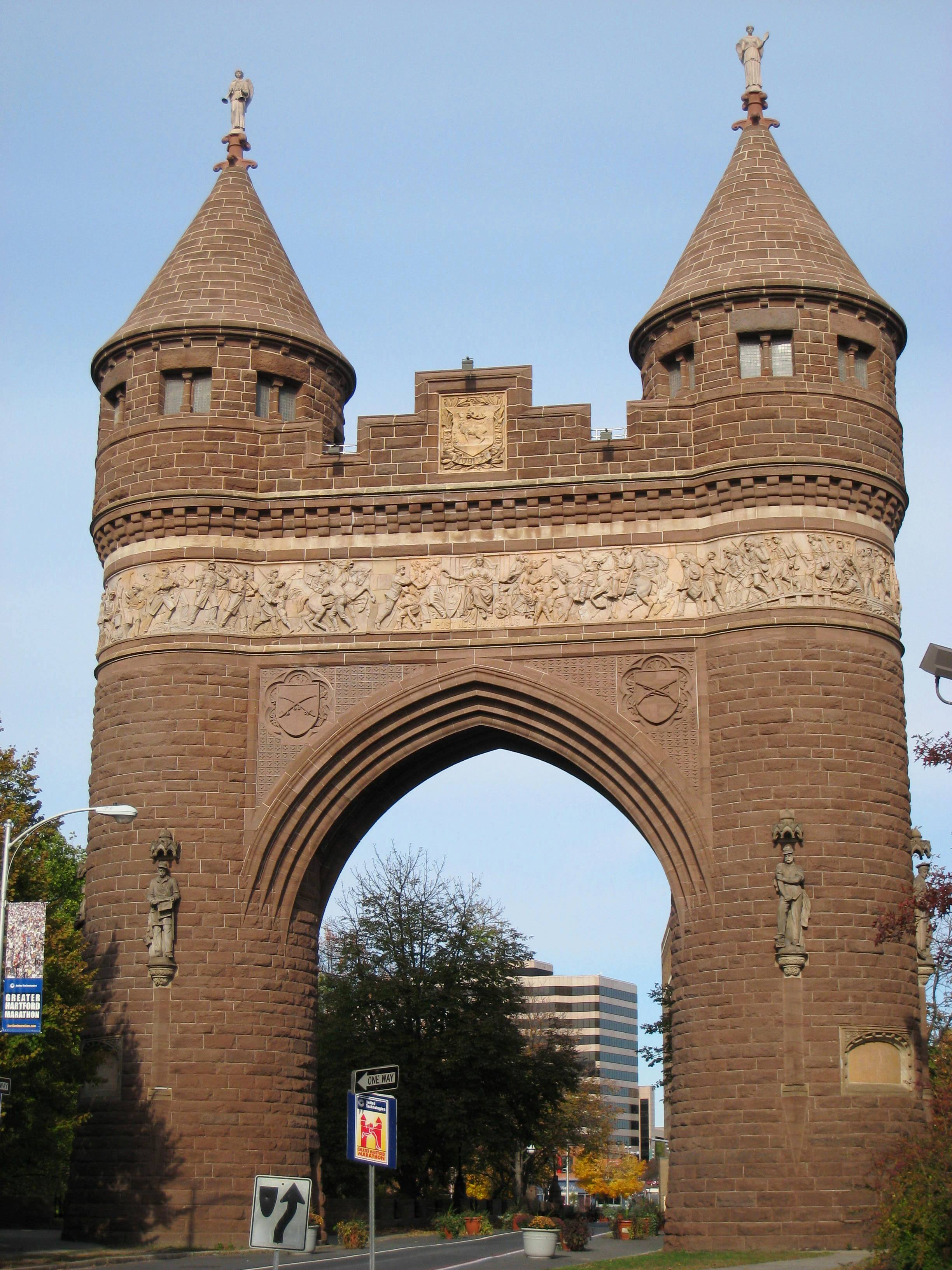
Arco Memorial de los Soldados y Marineros, Hartford (Connecticut), Estados Unidos.

Un monumento conmemorativo o simplemente monumento es un lugar u objeto cuya función es conservar la memoria de un hecho, de una persona o de un grupo de personas, por lo general ya fallecidas. En ocasiones se usa el falso amigo 'memorial' del inglés memorial, pero se desaconseja este uso y se aconseja usar 'monumento' en su lugar.
Entre las distintas formas de monumentos conmemorativos están los elementos más visuales del paisaje urbano o distintos tipos de monumento (estatuas, cruces o fuentes); e incluso parques conmemorativos enteros, como los que preservan antiguos campos de batalla. Los tipos de monumentos más comunes y sencillos son las lápidas o placas conmemorativas, incluyendo las que nombran las calles, tengan o no relación con algún lugar significativo para el personaje o hecho recordado. 
En los procesos de diseño arquitectónico de este tipo de objetos mnemónicos se denotan facultades como el ejercicio de la memoria y la aplicación del recuerdo que a través de razonamiento permite llegar a apropiarnos del objeto de diseño. Esta relación es importante ya que el diseño como forma en que conocemos el mundo es «un proceso de cohesión de recuerdos que en realidad son toda una propuesta de recuerdos que terminan siendo un esquema de evocaciones propias y ajenas, cuyo requisito es convencer de su apropiabilidad, siempre en congruencia y equivalencia con la admisibilidad del usuario. Porque es una donde los recuerdos deben ser recordados por el usuario, que nunca los tuvo en realidad y, si se va a identificar con el objeto, esta es la manera de apropiárselo. De otra manera no habrá proceso de identificación con el objeto de diseño».
También son comunes los monumentos conmemorativos de guerra que conmemoran a sus víctimas.